# (1084) Tamariwa
(1084) Tamariwa es un asteroide perteneciente al cinturón de asteroides descubierto el 12 de febrero de 1926 por Serguéi Ivánovich Beliavski desde el observatorio de Simeiz en Crimea.
Está nombrado en honor de la paracaidista Tamara Ivanova (1912-1936).